# サンドロ・シェーラー
サンドロ・シェーラー（Sandro Schärer、1988年6月6日 - ）は、スイス・シュヴィーツ州出身のサッカー審判員。2015年から国際サッカー連盟 (FIFA) に国際審判員として登録されている。

## 来歴
高校卒業後、バーゼル大学でスポーツ科学と地理を学び、当初は様々な高校で代用教員として、あるいはスキーのインストラクターとして働いた。
2016年以降は審判業務に加え、スイスサッカー協会 (SFV) が運営する審判の人材育成プログラム「レフェリーアカデミー」の責任者を務めている。

## 審判としてのキャリア
2005年に審判員としての研修を受けた後は急速に頭角を現し、2011年には24歳にしてチャレンジリーグ（スイス2部）の審判を務める。2013年にはFCローザンヌ・スポルト対FCトゥーン戦で主審を務め、スーパーリーグを初担当。2020年にはスイス・カップ決勝・FCバーゼル対BSCヤングボーイズの試合を担当した。
国際主審としてのデビューはUEFA U-17欧州選手権2015の予選。同年7月9日にはUEFAヨーロッパリーグ 2015-16の予選1回戦・エルフスボリ対ラハティの2ndレグを担当した。2017年5月にはイタリアとサンマリノの国際親善試合で初めて国際Aマッチの審判を務めた。以降、UEFAヨーロッパリーグのグループステージやUEFAチャンピオンズリーグの予選では定期的に主審を担当している。2020年10月、バルセロナ対フェレンツヴァロシュの試合で初めてUEFAチャンピオンズリーググループステージの主審を担当、2011年のマッシモ・ブサッカ以来となるスイス人主審となった。
2021年には、ハンガリーとスロベニアで共催されたUEFA. U-21欧州選手権2021の審判員15名の一人に選出、準決勝のドイツ対オランダを含む3試合を担当した。同年開催されたUEFA EURO 2020では第4審や審判団の交代要員となる「サポートマッチオフィシャル」に選ばれ、5試合で第4審を務めた。
2021/22シーズン後半には欧州サッカー連盟 (UEFA) における審判の最上位カテゴリーであるUEFAエリートに昇格。2023年には2023 FIFA U-20ワールドカップ審判団への招聘が内定していたが、ふくらはぎの負傷により参加を断念せざるを得なくなる。この怪我の後遺症の影響は長引き、2023/24シーズンの大半を棒に振ることになる。その後、2024年にドイツで開催されたUEFA EURO 2024の審判団に副審のステファン・デ・アルメイダ及びべキム・ゾガイとのチームで選ばれ国際舞台への復帰を果たし、2010 FIFAワールドカップの審判団に選ばれたマッシモ・ブサッカ以来14年ぶりとなる主要大会でのスイス人主審となった。EURO2024ではグループステージ2試合を担当したが、2試合目のグループF・ポルトガル対ジョージアの試合では、副審のデ・アルメイダがポルトガルにルーツを持つとの理由からドイツ人のステファン・ルップ（フェリックス・ツヴァイヤーと審判チームを組んでいた）に差し替えられた。
シェーラーは2024/25シーズンの開幕を告げる2024 UEFAスーパーカップ・レアル・マドリード対アタランタBC（ワルシャワ国立競技場）の主審を務め、初めて国際大会の決勝戦の笛を吹いた。